# Luftande (väderfenomen)

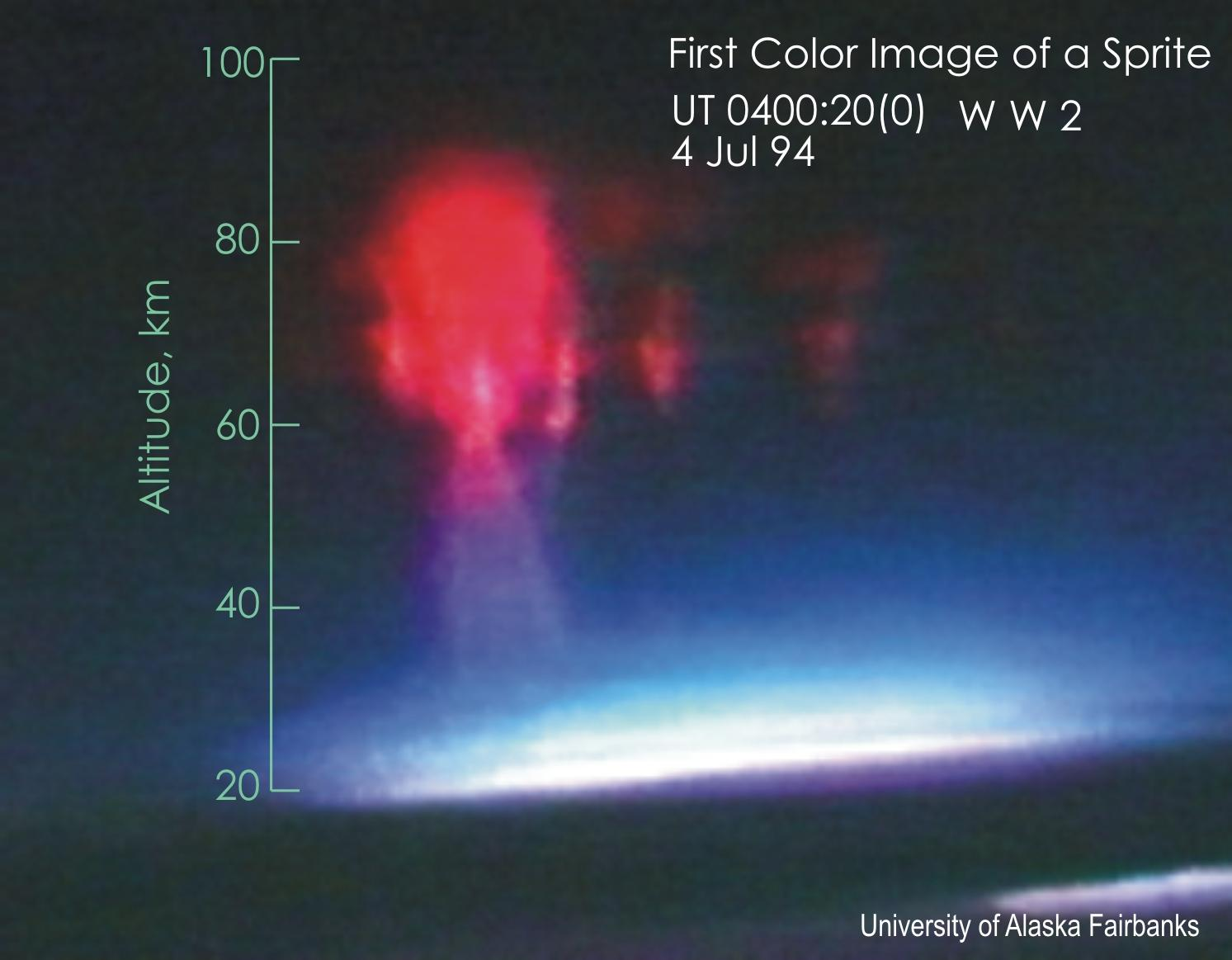
Första färgfotot på en luftande.

En luftande är ett fenomen som är ett gigantisk åsknät, som bara varar i en tusendels sekund. Första kända fotot av fenomenet är från den 6 juli 1989. Fenonemet har framförts som en möjlig förklaring till vissa UFO-observationer.